# 聖帕斯闊爾 (加利福尼亞州洛杉磯縣)
聖帕斯闊爾（英語：San Pasqual）是位於美國加利福尼亞州洛杉磯縣的一個人口普查指定地區。

## 地理
聖帕斯闊爾的座標為34°08′21″N 118°06′09″W / 34.13917°N 118.10250°W，而該地最高點為海拔高度212米（即696英尺）。

## 人口
根據2010年美國人口普查的數據，聖帕斯闊爾的面積為0.661平方千米，當中陸地面積為0.661平方千米，而水域面積為0.000平方千米。當地共有人口2041人，而人口密度為每平方千米3,087人。